# PlayStation VR
PlayStation VR (tên viết tắt là PS VR), được biết đến với tên mã Project Morpheus trong quá trình phát triển, là một tai nghe thực tế ảo được Sony Computer Entertainment phát triển  và được phát hành vào tháng 10 năm 2016.
Nó được thiết kế để có đầy đủ chức năng với các máy chơi game video gia đình PlayStation 4 và PlayStation 5. Trong một số trò chơi và bản demo cho VR, người chơi đeo tai nghe hoạt động tách biệt với những người chơi khác mà không có tai nghe. Hệ thống PlayStation VR có thể xuất hình ảnh cho cả tai nghe PlayStation VR và TV, với TV phản chiếu hình ảnh hiển thị trên tai nghe hoặc hiển thị hình ảnh riêng biệt để chơi trò chơi cạnh tranh hoặc hợp tác. PlayStation VR hoạt động với bộ điều khiển DualShock 4 tiêu chuẩn, bộ điều khiển PlayStation Move hoặc bộ điều khiển PlayStation VR Aim.
PlayStation VR có tấm nền OLED 5,7 inch, độ phân giải màn hình 1080p. Tai nghe cũng có hộp bộ xử lý cho phép xuất video màn hình xã hội tới TV, cũng như xử lý hiệu ứng âm thanh 3D và sử dụng giắc cắm tai nghe 3,5 mm. Tai nghe cũng có chín đèn LED định vị trên bề mặt của nó để PlayStation Camera theo dõi chuyển động đầu 360 độ.
Tính đến ngày 31 tháng 12 năm 2019, PlayStation VR đã bán được trên 5 triệu chiếc trên toàn thế giới.

## Lịch sử
Mối quan tâm của Sony đối với công nghệ gắn trên đầu có từ những năm 1990. Đơn vị thương mại đầu tiên của nó, Glasstron, được phát hành vào năm 1997. Một ứng dụng của công nghệ này là trong trò chơi MechWarrior 2, cho phép người dùng iGlass của Istrstron hoặc I/O ảo được sử dụng một viễn cảnh trực quan từ bên trong buồng lái của tàu thủ công, sử dụng đôi mắt của chính họ làm hình ảnh và nhìn chiến trường thông qua buồng lái của chính chiếc máy bay của họ.
Đầu năm 2014, kỹ sư nghiên cứu và phát triển của Sony Computer Entertainment, Anton Mikhailov cho biết nhóm của ông đã làm việc với Project Morpheus trong hơn ba năm. Theo Mikhailov, thiết bị ngoại vi PlayStation 3 Move, được tiết lộ vào tháng 6 năm 2009, được thiết kế với công nghệ gắn trên đầu không xác định, trong tương lai. "Chúng tôi đã suy đoán và xây dựng nó thành một bộ điều khiển VR, mặc dù VR không phải là hàng hóa. Là kỹ sư, chúng tôi chỉ nói rằng đó là điều đúng đắn. Vào thời điểm đó, chúng tôi không có một dự án cấp tiêu dùng nào mà chúng tôi có thể làm việc, nhưng nó chắc chắn được thiết kế với tầm nhìn đó. "  Shuhei Yoshida, chủ tịch hãng phim toàn cầu của Sony, cũng cho biết dự án bắt đầu như một hoạt động "cơ sở" giữa các kỹ sư và lập trình viên, được đưa vào trọng tâm vào năm 2010 sau khi bộ điều khiển Move được phát hành. Sony cũng đã ghi nhận rằng tất cả các trò chơi bắt buộc phải có không dưới 60 khung hình mỗi giây mọi lúc.
Dự án Morpheus lần đầu tiên được công bố tại Hội nghị các nhà phát triển trò chơi 2014. Shuhei Yoshida, chủ tịch Sony Computer Entertainment Worldwide Studios đã giới thiệu thiết bị này vào ngày 18 tháng 3 năm 2014 và tuyên bố Project Morpheus là "sự đổi mới tiếp theo từ PlayStation sẽ [định hình] tương lai của trò chơi".
Vào ngày 15 tháng 9 năm 2015, thông báo rằng Project Morpheus sẽ có tên chính thức là PlayStation VR. Cuối năm 2015, Sony mua lại SoftKinetic, một công ty khởi nghiệp công nghệ với trọng tâm bao gồm nhận dạng cử chỉ cảm nhận chiều sâu thị giác, với số tiền không được tiết lộ.
Vào ngày 13 tháng 10 năm 2016, Sony đã phát hành PlayStation VR với mức giá $399 tại Mỹ, €399 tại Châu Âu, £349 tại Vương quốc Anh và ¥44.980 tại Nhật Bản.
Vào ngày 16 tháng 4 năm 2019, Mark Cerny đã xác nhận rằng PlayStation VR sẽ tương thích với PlayStation 5, sẽ được phát hành mùa nghỉ lễ 2020.